# Ернад Фейзула
Ернад Фейзула (на албански: Ernad Fejzula; на македонска литературна норма: Ернад Фејзула) е политик, министър без ресор на Република Македония от 1998 до 1999 г.

## Биография
Роден е на 1 септември 1966 г. в Тетово. Завършва електроинженерство в Техническия факултет на Прищинския университет. Член е на Демократическата партия на албанците. Депутат в Събранието на Република Македония през 2014 - 2016 година.